# E·L·多克托罗
埃德加·劳伦斯·多克托罗（英語：Edgar Lawrence Doctorow，1931年1月6日—2015年7月21日），美国犹太裔小说家、编剧。多克托罗生于纽约、曾就读于肯庸学院、哥伦比亚大学，1968年成为纽约大学教员。1960年发表长篇小说处女作《欢迎到哈德泰姆斯来》，第三部长篇《但以理书》（1971）获1972年古根海姆奖，使他受到评论界注意。《拉格泰姆时代》（1975）讲述20世纪初期三个不同阶层的家庭的故事，获全国图书批评界奖。《鱼鹰湖》（1980）、《世界博览会》（1985）、《比利·巴思格特》（1989）写大萧条时期的美国社会，其中《比利·巴思格特》获全国图书批评界奖和福克纳奖。

## 生平
多克托罗1931年1月6日生于纽约一个中下层知识分子家庭，父母是俄罗斯犹太人移民。他祖父是个无神论者和社会主义者，家中藏有不少名著，10多岁就读了美国政治哲学家汤姆·品恩的《理性时代》。后来，他父亲在曼哈顿区开店出售收音机和乐器，后来破产，靠推销为生。1948年，自布朗克斯科学高中毕业的多克托罗考入肯庸学院，师从新批评派的约翰·克洛·兰塞姆。他主修哲学，并积极参加校园戏剧活动。1952年到哥伦比亚大学学习英国戏剧。1953年至1955年，他随美国军队到德国服役。退伍后打工维持生计，到纽约一些影视公司当编辑，改编剧本。1959年到新美洲图书馆任助理编辑。1963年成为戴尔出版公司总编辑，后任副总裁直到1969年，并利用业余时间写作。1968年成为萨拉·劳伦斯学院教员。后来，他还在加州大学厄恩分校、犹太大学、普林斯顿大学、耶鲁大学戏剧学院、纽约大学等处讲过课。2015年7月21日，他因為肺癌而病逝於紐約。

## 风格
多克托罗的创作兼具后现代主义和新现实主义风格，不从属于任何一个流派。拼贴是他频繁使用的叙事技法，用以展现现代世界的支离破碎。长篇小说《圣城》（2000）全书集合了许多片段，各种零乱的语言碎片杂糅在一起，包含了哲学笔记、艺术评论、科普文章、档案文件、诗歌、自述、日记、评论、流行乐曲、电影场景、电子邮件等各种各样的叙述。《拉格泰姆时代》（1975）的主线是发生在三个家庭的故事，历史上真实存在的人物与小说人物交替出现，来折射美国社会的不同层面。
另外，多克托罗的小说常常具有非连续的时空观，采用了蒙太奇的技法。《但以理书》（1971）中的故事从1967年跳跃到1950年初，接着又转到1930年代的大萧条时期。场景从冷战时期的美国变换到苏联，从马萨诸塞州的精神病院切换到加利福尼亚的迪斯尼乐园，再到布朗克斯校园。这种令人眼花缭乱的跳跃反应了主人公丹尼尔心灵的冲突和变化；使读者认识了大学时代、儿童时期、对妻子进行性虐待、为自己自杀的妹妹和被迫害的父母而忧伤的丹尼尔，展现出人物的不同侧面，在给予读者强烈感官刺激的同时又传达出主人公的迷惘和孤独。
多克托罗还在自己的作品中对以夸张嘲弄和扭曲变形的方式借用历史事件，达到调侃、讽刺和批判的目的。《但以理书》就戏仿了著名的罗森堡夫妇间谍案。小说分为四个部分：阵亡将士纪念日、万圣节、海星和圣诞节；故事以丹尼尔的视角展开，他的父母保罗和罗谢尔夫妇被控向苏联出卖原子武器机密而被处死。丹尼尔少年见证了父母作为共产主义分子被捕、审判和处死的全过程，给他和妹妹苏珊留下了巨大的心理创伤，妹妹更因此自杀。丹尼尔通过对自己的反思而认识社会、了解自我。作者以这种戏仿的手法实现了对权威的嘲弄、颠覆。
多克托罗小说中的叙事角度是多种多样的，《拉格泰姆时代》中作者对叙事视角进行了模糊化处理。开始时叙事者是小男孩，到小说的中间又变成了小女孩；结尾时变为“我们”，这个“我们”可被理解为小男孩和小女孩一起，或是小男孩一家人，或是所有普通人。这样的技巧增强了小说线索的多样性，呈现了更广泛的历史场景。《世界博览会》（1986）讲述了小男孩埃德加1930年代在纽约的成长故事；38章中有31章以埃德加第一人称的视角叙述九岁前的成长经历，其他章节由埃德加的母亲罗斯、哥哥唐纳德、姑妈弗兰西斯叙述，插入埃德加的章节之中。这种多角度叙事再现了1930年代的纽约日常生活，增强了小说文本的带入感。
多克托罗在《虚假的文献》中写道：“没有普通意义上我们所理解的小说与非小说的区别，只有叙事。”他认为历史与小说没有绝对界限。《拉格泰姆时代》中，西格蒙特·弗洛伊德、亨利·福特等人身上发生了一系列虚构的历史故事，使得该书读来好像历史教科书或政治寓言。小说在以历史做素材的同时消解了历史，体现出美学上的复杂性。对作者而言，文学和历史可以互相转换，官方的历史常常虚假，而小说反而能提供真正的本质。